# Windows Server 2008
Microsoft Windows Server 2008 — версия серверной операционной системы производства компании Microsoft, кодовое имя «Longhorn Server», выпущенная 27 февраля 2008 года. Она пришла на смену Windows Server 2003 как представитель нового поколения операционных систем семейства Vista (NT 6.x).
Windows Server 2008 — последняя версия Windows Server, которая поддерживает 32-разрядные процессоры (IA-32). Её преeмнице, Windows Server 2008 R2, требуется 64-разрядный процессор.
По состоянию на июль 2019 года, 60% серверов Windows работали под управлением Windows Server 2008.

## История
Microsoft выпустила Windows Vista, которая получила неоднозначные отзывы, в то время как предыдущий выпуск Windows Server был основан на Windows XP. Рабочее название операционной системы было «Windows Server Codename "Longhorn"», но позже изменилось на Windows Server 2008, когда председатель Microsoft Билл Гейтс анонсировал это во время своего выступления на WinHEC 16 мая 2007 года.
Beta 1 была выпущена 27 июля 2005 года; Beta 2 была анонсирована и выпущена 23 мая 2006 года на WinHEC 2006, а Beta 3 была представлена публике 25 апреля 2007 года. Release Candidate 0 стал доступен для широкой публики 24 сентября 2007 года, а Release Candidate 1 — 5 декабря 2007 года. Windows Server 2008 был выпущен в производство 4 февраля 2008 года и официально запущен 27 февраля того же года.

## Функции
Windows Server 2008 разработан на основе той же кодовой базы, что и Windows Vista, и, следовательно, имеет большую часть той же архитектуры и функциональности. Поскольку кодовая база общая, Windows Server 2008 унаследовал множество новых технических, безопасных, управленческих и административных функций, представленных в Windows Vista, таких как:
- Переписанный сетевой стек (включая поддержку IPv6 и улучшения безопасности).
- Улучшенная установка, развертывание и восстановление на основе образа.
- Новые средства диагностики, мониторинга, регистрации событий и создания отчетов.
- Новые функции безопасности, включая BitLocker и рандомизацию адресного пространства (ASLR).
- Улучшенный брандмауэр Windows с безопасной конфигурацией по умолчанию.
- Технологии .NET Framework 3.0, включая Windows Communication Foundation, Microsoft Message Queuing и Windows Workflow Foundation.
- Улучшения в ядре, памяти и файловой системе.

Процессоры и устройства памяти моделируются как устройства Plug and Play, что позволяет подключать эти устройства в горячем режиме. Это обеспечивает динамическое разделение системных ресурсов с помощью динамического аппаратного разделения, при котором каждый раздел имеет собственную память, процессор и устройства моста ввода-вывода, независимые от других разделов.

## Усовершенствования

### Server Core
Windows Server 2008 включает вариант установки называемый Server Core (рус. ядро сервера). Server Core — это существенно облегченная установка Windows Server 2008 в которую не включена оболочка Windows Explorer. Вся настройка и обслуживание выполняется при помощи интерфейса командной строки Windows, или подключением к серверу удалённо посредством Консоли управления. При этом доступны Блокнот и некоторые элементы панели управления, к примеру, Региональные Настройки.

### Роли Active Directory
С помощью Active Directory заказчики могут управлять удостоверениями и взаимоотношениями, формирующими сеть организации. Службы Active Directory интегрированы с Windows Server 2008 R2, могут использоваться сразу после развертывания и позволяют организациям централизованно настраивать параметры систем, пользователей и приложений и управлять этими параметрами. Доменные службы Active Directory (AD DS) хранят данные каталогов и управляют взаимодействием между пользователями и доменами, в том числе входом в домен, проверкой подлинности и поиском в каталоге. Кроме того, интегрированные роли поддерживают средства и технологии управления удостоверениями и доступом, которые позволяют централизованно управлять технологиями и учётными данными и предоставлять доступ к устройствам, приложениям и данным только уполномоченным пользователям.

### Службы Терминалов
В Windows Server 2008 произошло значительное обновление Служб Терминалов (Terminal Services). Службы Терминалов теперь поддерживают Remote Desktop Protocol 6.0. Самое заметное усовершенствование, названное Terminal Services RemoteApp, позволяет опубликовать одно конкретное приложение, вместо всего рабочего стола.
Другая важная особенность, добавленная в Службы Терминалов — Terminal Services Gateway и Terminal Services Web Access (теперь полностью через web-интерфейс). Terminal Services Gateway позволяет авторизованным компьютерам безопасно подключаться к Службам Терминалов или Удаленному Рабочему Столу из интернета используя RDP через HTTPS без использования VPN. Для этого не требуется открывать дополнительный порт на межсетевом экране; трафик RDP туннелируется через HTTPS. Terminal Services Web Access позволяет администраторам обеспечивать доступ к службам терминалов через Web-интерфейс. При использовании TS Gateway и TS RemoteApp, передача данных происходит через HTTP(S) и удаленные приложения выглядят для пользователя так, как будто они запущены локально. Несколько приложений запускаются через один сеанс чтобы гарантировать отсутствие потребности в дополнительных лицензиях на пользователя.

Благодаря Terminal Services Easy Print администраторам больше нет необходимости устанавливать какие-либо драйверы для принтеров на сервер. При этом Easy Print Driver перенаправляет пользовательский интерфейс и все возможности исходного принтера. Помимо этого, он улучшает производительность при передаче заданий на печать за счет перевода заданий в формат XPS перед отправкой клиенту.

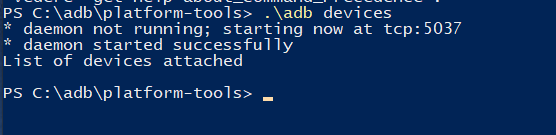
Сессия в Windows PowerShell

### Windows PowerShell
Windows Server 2008 — первая операционная система Windows, выпущенная со встроенным Windows PowerShell (расширяемой[уточнить] оболочкой командной строки и сопутствующим языком сценариев, разработанным Microsoft). Язык сценариев PowerShell был разработан специально для выполнения административных задач, и может заменить собой потребность в cmd.exe и Windows Script Host.

### Самовосстанавливающаяся NTFS
Если в предыдущих версиях Windows операционная система обнаруживала ошибки в файловой системе тома NTFS, она отмечала том как «грязный» (англ. dirty); исправление ошибок на томе не могло быть выполнено немедленно. С самовосстанавливающейся NTFS вместо блокировки всего тома блокируются только поврежденные файлы/папки, остающиеся недоступными на время исправления. Благодаря этому больше нет необходимости перезагрузки сервера для исправления ошибок файловой системы.
Также операционная система теперь отображает информацию S.M.A.R.T. жестких дисков чтобы помочь определить возможные сбои жёсткого диска. Впервые эта возможность появилась в Windows Vista.

### Hyper-V
Microsoft Hyper-V, кодовое имя Viridian, технология ранее известная как Виртуализация Windows Server (Windows Server Virtualization) — система виртуализации на основе гипервизора для x64-систем. Бета-версия Hyper-V была включена в x64-версии с выходом второго релиза Windows Server 2008 R2.

### Windows System Resource Manager
Диспетчер системных ресурсов Windows (Windows System Resource Manager) Административное средство WSRM, которое позволяет управлять ресурсами сервера с целью равномерного распределения рабочей нагрузки между ролями.

### Server Manager
Server Manager — это новое, основанное на ролях средство управления Windows Server 2008. Он является комбинацией Управления данным сервером и Мастера настройки безопасности из Windows Server 2003. Server Manager является улучшенным диалогом Мастера настройки сервера, который запускался по умолчанию в Windows Server 2003 при входе в систему. Теперь он позволяет не только добавлять новые роли, но ещё и объединяет в себе все операции, которые пользователи могут выполнять на сервере, а также обеспечивает консолидированное, выполненное в виде единого портала отображение текущего состояния каждой роли.
На данный момент[когда?] невозможно удаленное использование Server Manager, однако запланировано создание клиентской версии.

## Более недоступные особенности
NT Backup заменён службой Windows Server Backup.
В Windows Server Backup:
- - нет поддержки резервного копирования на стример;[20];
  - нет возможности сделать резервную копию папки или файла — только всего диска;[источник не указан 504 дня]
  - нет возможности сделать резервную копию Exchange. Microsoft рекомендует Data Protection Manager, однако он продаётся отдельно. Windows Small Business Server и Windows Essential Business Server включают средства резервного копирования Exchange, а средства резервного копирования для не-SBS ожидаются[21];

NNTP (Network News Transfer Protocol) больше не является частью Internet Information Services 7.0.

## Издания
Большинство изданий Windows Server 2008 доступны в версиях x64 (64-bit) и x86 (32-bit) . Windows Server 2008 для Itanium поддерживает IA-64 процессоры. Версия IA-64 оптимизирована под высокую нагрузку, например — в серверах баз данных, и не имеет дополнительной оптимизации для использования в роли файлового или медиа-сервера. Microsoft объявила, что Windows Server 2008 — последняя 32-битная версия Windows Server.
Windows Server 2008 доступна в следующих редакциях:
- Windows Server 2008 Standard Edition (x86 и x64)
- Windows Server 2008 Enterprise Edition (x86 и x64)
- Windows Server 2008 Datacenter Edition (x86 и x64)
- Windows HPC Server 2008 — замена Windows Compute Cluster Server 2003 для кластерных систем
- Windows Web Server 2008 (x86 и x64)
- Windows Storage Server 2008 (x86 и x64)
- Windows Server 2008 для систем, основанных на Itanium
- Windows Server 2008 Foundation (выпущен 21 мая 2009 года)[2].

Server Core доступен в Web, Standard, Enterprise и Datacenter изданиях. Он не доступен в Itanium edition. Windows Server 2008 Standard Edition доступен для студентов бесплатно по программе DreamSpark.

### Решения на базе Windows Server 2008
- Windows Small Business Server 2008 (Кодовое название «Cougar») (x64) для малого бизнеса.[источник не указан 504 дня]
- Windows Essential Business Server 2008 (Кодовое название «Centro») (x64) для среднего бизнеса[23].

### HPC Server 2008
Microsoft Windows HPC Server 2008 (англ. High Performance Computing — высокопроизводительные вычисления) — развитие продукта Windows Compute Cluster Server 2003, нацеленное на решение задач в высокопроизводительных распределенных системах.
В июне 2008 года совместно построенный кластер National Center for Supercomputing Applications и Microsoft на базе HPC Server 2008 занял 23-е место в списке самых высокопроизводительных систем TOP500 с рейтингом 68,5 терафлопс. В ноябре 2008 году в список попал также суперкомпьютер на базе Windows HPC, созданный Шанхайским центром суперкомпьютеров, с рейтингом 180,6 терафлопс (11-е место) . Это был последний суперкомпьютер на базе Windows, который попадал в список TOP500; в июне 2015 года он был вытеснен другими более производительными системами.

## Интерфейс
В сравнении с Windows Server 2003, интерфейс системы Windows Server 2008 значительно изменён и похож на стиль Windows Aero, который имеется в Windows Vista. Кроме того, Windows Server 2008 можно установить вообще без графического интерфейса, в этом случае управление сервером осуществляется в режиме текстовой консоли.

## Аппаратные требования Windows Server 2008
|                                  | Минимальные                                                                   | Рекомендуемые |
| -------------------------------- | ----------------------------------------------------------------------------- | --- |
| Процессор                        | 1 ГГц (x86) или 1.4 ГГц (x64)                                                 | 2 ГГц и выше |
| ОЗУ                              | 512 МБ ОЗУ (возможно ограничение производительности и некоторых возможностей) | 2 ГБ ОЗУ и выше - Максимально (для 32-бит): 4 ГБ ОЗУ (Standard) или 64 ГБ ОЗУ (Enterprise и Datacenter) - Максимально (для 64-бит): 32 ГБ ОЗУ (Standard) или 2 Тб ОЗУ (Enterprise, Datacenter и в Itanium-Based системах) |
| Видеокарта и монитор             | Super VGA (800 x 600)                                                         | Super VGA (800 x 600) и более высокое разрешение |
| Свободное место на жёстком диске | 10 ГБ                                                                         | 40 ГБ и выше Сервер с более чем 16 ГБ ОЗУ требует больше места для своп и dump файлов. |
| Другие приводы                   | DVD-ROM                                                                       | |
| Прочие устройства                | клавиатура и мышь                                                             | |

## Windows Server 2008 R2
Windows Server 2008 R2 — серверная операционная система компании «Microsoft», являющаяся усовершенствованной версией Windows Server 2008. Она поступила в продажу 22 октября 2009. Как и Windows 7, Windows Server 2008 R2 использует ядро Windows NT 6.1. Новые возможности включают улучшенную виртуализацию, новую версию Active Directory, Internet Information Services 7.5 и поддержку до 256 процессоров.
Windows Server 2008 R2 требует для своей работы 64-битный процессор, эта версия Windows Server не работает на процессорах с архитектурой x86.
Windows Server 2008 R2 представлен в следующих редакциях:
- Windows Server 2008 R2 Foundation — предназначен для небольших организаций, поддерживает 1 многоядерный процессор и 8 Гб ОЗУ;
- Windows Small Business Server 2008 — предназначен для малых и средний компаний;
- Windows Server 2008 R2 Standard — базовая редакция Windows Server 2008 R2;
- Windows Server 2008 R2 Enterprise — редакция Windows Server 208 R2 для мощных серверов с возможностью «горячего» добавления модулей ОЗУ;
- Windows MultiPoint Server 2010 — редакция для работы нескольких человек на одном компьютере, предназначенная для образовательных учреждений.

Аппаратные требования Windows Server 2008 R2:
- процессор: 1,4 ГГц 64-битной архитектуры;
- оперативая память (ОЗУ):
  - минимальный объем — 512 МБ;
  - максимальный объем (в случае более чем 16 ГБ ОЗУ, потребуется больше места на диске для файлов подкачки, спящего режима и дампа памяти):
    - Server 2008 R2 Foundation — 8 ГБ;
    - Server 2008 R2 Standard — 32 ГБ;
    - Server 2008 R2 Enterprise — 2 ТБ;
- свободное пространство на диске:
  - минимальное место на диске: 32 ГБ;
  - минимальное место на диске для Server 2008 R2 Foundation — 10 ГБ;
- монитор с разрешением экрана не менее 800x600 точек (Super VGA);
- прочее:
  - дисковод для DVD-дисков;
  - клавиатура;
  - мышь или совместимое указывающее устройство;
  - доступ в Интернет.

## Жизненный цикл поддержки Windows Server 2008
Поддержка RTM-версии Windows Server 2008 завершилась 12 июля 2011 года. С этого момента пользователи больше не могут получать обновления безопасности для данной операционной системы. Ообновления безопасности для Windows Server 2008, как и для Windows Vista SP2, продолжали выходить до 14 января 2020 года. Эта дата совпала с окончанием поддержки для Windows Server 2008 R2 и для Windows 7.
Изначально Microsoft планировала прекратить поддержку Windows Server 2008 12 января 2016 года. Однако, чтобы предоставить клиентам больше времени для перехода на новые версии Windows, особенно в развивающихся странах, компания решила продлить поддержку до 14 января 2020 года.

### Платные расширенные обновления
Владельцы лицензий Windows Server 2008 имели право на платную программу расширенных обновлений безопасности (ESU). Эта программа позволяла клиентам с корпоративной лицензией приобретать обновления безопасности на ежегодной основе в течение трех дополнительных лет, до 10 января 2023 года. Программа также была доступна для клиентов Microsoft Azure, которые получили дополнительный год поддержки до 9 января 2024 года. Стоимость лицензии формируется на основе количества серверов. Если клиент приобретает лицензию на расширенные обновления безопасности в более поздний год программы, он должен оплатить все предыдущие годы обновлений.
До введения программы ESU пользователи Windows Server 2008 имели право на ныне[когда?] прекращенную платную программу Premium Assurance (дополнение к Microsoft Software Assurance), доступную для корпоративных клиентов. Microsoft продолжит поддерживать эту программу для клиентов, которые приобрели ее в период с марта 2017 года по июль 2018 года. Premium Assurance предоставляет дополнительные шесть лет обновлений безопасности до 13 января 2026 года, когда будет окончательно прекращён выпуск всех обновлений безопасности для линейки продуктов Windows NT 6.0, общая длительность поддержки — 19 лет, 2 месяца и 5 дней.
Обновления по платной расширенной поддержке недоступны для версии на процессорах Itanium.